# Fielder Jones
Fielder Allison Jones (13. august 1871 – 13. marts 1934) var en amerikansk centerfielder og manager i baseball. Han blev født i Shinglehouse i Pennsylvania og begyndte sin karriere ved at spille hos Brooklyn Bridegrooms/Superbas i 1896. I 1901 skiftede han til Chicago White Stockings i American League, hvor han ville afslutte sin spillerkarriere. Seks år efter sit sidste spil som en White Sox-spiller, skiftede han til St. Louis Terriers i den nye Federal League, hvor han var manager.